# Сітало Артем Сергійович
Арте́м Сергі́йович Сіта́ло (нар. 1 серпня 1989, Херсон, УРСР) — український футболіст, нападник «Інгульця».

## Біографія
Народився 1 вересня 1989 року в Херсоні. Саме там і починав здобувати футбольну освіту в місцевій «Освіті». У турнірах ДЮФЛУ виступав за херсонську «Освіту» (56 ігор, 15 голів). Із 2009 по 2011 рік виступав за херсонський «Кристал» і хлібодарівський «Колос» у чемпіонаті Херсонської області, у 2011 — за «Кристал» в аматорському чемпіонаті України. У тому ж році у складі «Кристала» заявився на виступи у Другій лізі чемпіонату України. У складі херсонського клубу виступав до 2014 року, був одним із лідерів і капітаном команди.
У 2014 році перейшов у криворізький «Гірник», який дебютував у Першій лізі. Двічі ставав найкращим бомбардиром команди в сезоні, проте влітку 2016 року «Гірник» був розформований і Сітало був змушений шукати новий клуб.
26 червня 2016 року підписав контракт із кропивницькою «Зіркою», яка в попередньому сезоні завоювала право виступати у Прем'єр-лізі. У Вищому дивізіоні дебютував 22 липня 2016 року, вийшовши у стартовому складі у виїзному матчі проти донецького «Шахтаря». У першому ж матчі відзначився голом, забитим у ворота Андрія П'ятова. Протягом сезону, незважаючи на низьку результативність, був основним гравцем команди. 
1 липня 2017 року на правах вільного агента перейшов до «Олександрії», де відразу став основним гравцем команди. За чотири роки проведених у клубі провів за нього 112 матчів у всіх турнірах і записав на свій рахунок 16 м'ячів. У сезоні 2017/18 здобув із «Олександрією» бронзові нагороди чемпіонату України. Також виступав у єврокубках (7 ігор - 1 гол).
24 травня 2021 року підписав трирічний контракт із «Інгульцем». Дебютував за новий клуб 24 липня того ж року у виїзній грі проти донецького «Шахтаря» (1:2). Перший м'яч за «Інгулець» провів 2 серпня у ворота луганської «Зорі» (1:5). 

## Особисте життя
Одружений, разом з дружиною Катериною виховує двох синів — Олександра (3 роки) та Михайла (11 років)